# ای‌پی‌آرای ای‌ام‌سی‌اواس
ای‌پی‌آرای ای‌ام‌سی‌اواس متشکل از انجمن حق استرالیایی (APRA) و انجمن صاحبان حق چاپ مکانیکی استرالیا (AMCOS)، هر دو سازمان مدیریت حق چاپ یا مجموعه‌های حق چاپ است که به‌طور مشترک بیش از ۱۰۰۰۰۰ ترانه‌نویس، آهنگساز و ناشران موسیقی در استرالیا و نیوزیلند را نمایندگی می‌کنند. این دو سازمان با هدف تضمین پرداخت عادلانه به اعضا و دفاع از حقوق آنها بر اساس قانون کپی رایت استرالیا (۱۹۶۸) برای صدور مجوز برای اجرای عمومی و اداره حقوق اجرا، ارتباطات و تولید مثل از طرف اعضای خود که خالق آثار موسیقی هستند، همکاری می‌کنند.
ای‌پی‌آرای که در سال ۱۹۲۶ تشکیل شد، نمایندگان ترانه سرایان، آهنگسازان و ناشران موسیقی است و طیف وسیعی از مجوزهای استفاده از موسیقی دارای حق چاپ را به مشاغل ارائه می‌دهد. این شامل موسیقی است که به‌طور عمومی از طریق رادیو، تلویزیون، آنلاین، کنسرت‌های زنده در میخانه‌ها و کلوپ‌ها و غیره ارتباط برقرار یا اجرا می‌شود. ای‌پی‌آرای حق امتیاز دریافتی از این مجوزها را به اعضای آهنگساز، ترانه‌سرا و ناشران موسیقی و شرکت‌های وابسته خارج از کشور توزیع می‌کند.
ای‌ام‌سی‌اواس که در سال ۱۹۷۹ تشکیل شد، مسئول صدور مجوز برای کارهای موسیقی به اشخاص ثالثی است که از طریق لوح فشرده، دی‌وی‌دی، صفحه گرامافون، دانلود موسیقی، رسانه جاری یا سایر روش‌های تولید مثل دیجیتال، تولید مواردی که به عنوان حقوق مکانیکی شناخته می‌شوند و توزیع حق امتیاز مکانیکی به نویسندگان، موسیقی را تولید می‌کنند؛ و ناشران موسیقی و شرکتهای وابسته به خارج از کشور است.
در سال ۱۹۹۷ این دو جامعه اتحاد تشکیل دادند. از آن زمان، ای‌پی‌آرای فعالیتهای روزمره تجارت ای‌ام‌سی‌اواس را مدیریت کرده‌است، اما هر یک از آنها دارای هیئت مدیره خاص خود هستند که از طریق عضویت خود انتخاب شده‌اند. آنها هر ساله به‌طور مشترک جوایز ای‌پی‌آرای را اهدا می‌کنند.

## شرح
دفاتر ملی و ایالتی نیو ساوت ولز / قلمرو پایتختی استرالیا در سیدنی و دفتر نیوزلند در اوکلند واقع شده‌اند. در ملبورن دفاتر ایالتی / سرزمینی وجود دارد (برای ویکتوریا و تاسمانی). بریزبن، کوئینزلند؛ آدلاید، استرالیای جنوبی؛ پرت، استرالیای غربی؛ و داروین، سرزمین شمالی. در لندن، انگلیس، نشویل، تنسی، لس آنجلس و نیویورک نیز نمایندگان بین‌المللی حضور دارند.